# 岡崎文次
岡崎 文次（おかざき ぶんじ、1914年（大正3年）7月7日 - 1998年（平成10年）7月23日）は、日本の技術者。富士写真フイルム在籍時の1956年、ほとんど独力で国産初のプログラム記憶方式のコンピュータ「FUJIC」を開発した。
富士写真フイルム退職後、日本電気（NEC）を経て、専修大学経営学部が情報教育開始のため「情報管理学科」を設置する際に、初代教授として招聘された。

## 年譜
- 愛知県名古屋市中区出身[1]
- 旧制第八高等学校卒業
- 1939年（昭和14年）3月 - 東京帝国大学理学部物理学科卒業
- 1939年（昭和14年）4月 - 富士写真フイルム株式会社入社
- 1956年（昭和31年）3月 - 日本で最初の電子計算機を完成
- 1959年（昭和34年）3月 - 日本電気株式会社入社
- 1972年（昭和47年）4月 - 専修大学経営学部教授
- 1985年（昭和60年）3月 - 専修大学定年退職
- 1985年（昭和60年）5月 - 情報処理学会創立25周年記念特別功績賞
- 1998年（平成10年）7月23日 - 多臓器不全のため死去[1][5][6]

## 業績

### 著作・論文
- 「電子計算機 FUJIC とその計算例」『電気通信学会雑誌』第40巻第6号、1957年6月、128-131頁、NAID 40018091068。
- 「わが国最初の電子計算機 -FUJICの一生-」、『bit』、共立出版、Vol.3, No.12, pp.17-23、1971年12月
- 「わが国初めての電子計算機FUJIC」、『情報処理（-日本における計算機の歴史-）』、Vol.15, No.8、pp.624-632、1974年8月
- 『電子計算機読本』、日刊工業新聞社、1976年8月
- 「情報関係の言葉の魔術」、ニュース専修(4面)：論壇、1982年7月15日
- 「初期十年間のコンピュータ」、専修大学情報科学研究所所報、No.2、pp.3-11、1982年7月20日発行
- 「第2章FUJIC」、『日本のコンピュータの歴史』（情報処理学会編）、オーム社、pp.63-79、1985年10月
- 「第6章電子計算のあれこれ」、『戦後日本の企業経営と経営学―専修大学経営学部30年史―』（専修大学経営学部編）、pp.253-267、1994年3月

### FUJICの開発
「科学朝日」1948年8月号のSSEC（Selective Sequence Electronic Caculator）の記事とグラビア写真を見て計算機の実現可能性を信じたことが、岡崎文次のFUJIC開発の動機である。当時、写真機のレンズを設計するには、女子の計算手が2人1組になって対数表を使い、光軸の計算を1日に数本行っていた。写真レンズの場合、1000本から2000本の光軸計算が必要であった。そのため高速計算機が必要であると考えた。会社に「レンズ設計の自動化について」という提案書を提出し、20万円の研究予算が認められ、開発に着手した。1949年3月のことであった。FUJIC開発が成功した理由として次のことを挙げている。
- 1950年代は、参考資料が無い時代だったので、読んだり、解釈に迷ったりする時間が省けた。研究とは経験のないことを試行錯誤で進めるものである。
- 物理の出身であったので、光学、電気、機械のどのような分野でも経験のないことを研究することができた。
- 本業ではなく、片手間の仕事であったので、ほとんど独力で、複数で行っても少人数で製作を推進した。そのため会議が無く、準備や意見の調整などに、時間を取られることが無かった。
- 目標達成のためには、必要十分で、できるだけ簡単な方法をとったため失敗が無かった。
- 半年に1度くらい数ページの報告書を提出し、効果的なデモンストレーションを行い、プロジェクトの有効性を示した。それにより予算の獲得ができた。後から考えるとシステム工学の方法に合致していた。

### 専修大学における教育研究活動
- 岡崎文次は、1976年度電子計算機室室長（運営委員長）として電子計算機室の運営に関わった。
- 4年次配当の「システム工学」の授業では、板書は少なく講義ノートの読み上げが多かった。課題として、34冊に及ぶ参考書リストの中から1冊を選び、その本を選んだ理由、その本の客観的な概要と主観的な感想、興味を持った点、注目した内容、役立つ事柄、他の本との比較などをレポートとして書かせた。
- 岡崎ゼミ出身者は、日本IBM、日本電気、富士通などへ就職した。
- 専修大学経営学部発行の冊子[どれ?]によれば、岡崎文次教授最終講義は、昭和60年1月11日（金）10：40から、専修大学生田校舎132教室において、「国語、計算機」と題して行われた。

### ローマ字
ローマ字による日本語表記法の普及運動に参加していた。「日本の子供たちは漢字を覚えることに多大な労力と時間を割いている。習った通りに書くようしつけられているため、創造力が養われない」との持論を持っていたことによる。
上記最終講義の冊子には、生年月日、学歴、職歴、著書、論文の記載の後に、参考資料として「日本語のローマ字による書き方」が2ページにわたって印刷されている。内容は、(1)音の表わし方、(2)文章の書き方、(3)日本式ローマ字について及び参考文献。
専修大学に保存されている退職記念の色紙はローマ字で書かれている。